# Aristip I d'Argos
Aristip I d'Argos (en llatí Aristippus, en grec antic Αρίστιππος "Arístippos") fou tirà d'Argos. Va obtenir el poder a la ciutat als voltants de l'any 272 aC amb l'ajut del rei macedoni Antígon II Gònates. El seu rival Arístees d'Argos va rebre suport de Pirros de l'Epir.